# Glabbeek
Glabbeek est une commune néerlandophone de Belgique située en Région flamande dans la province du Brabant flamand.

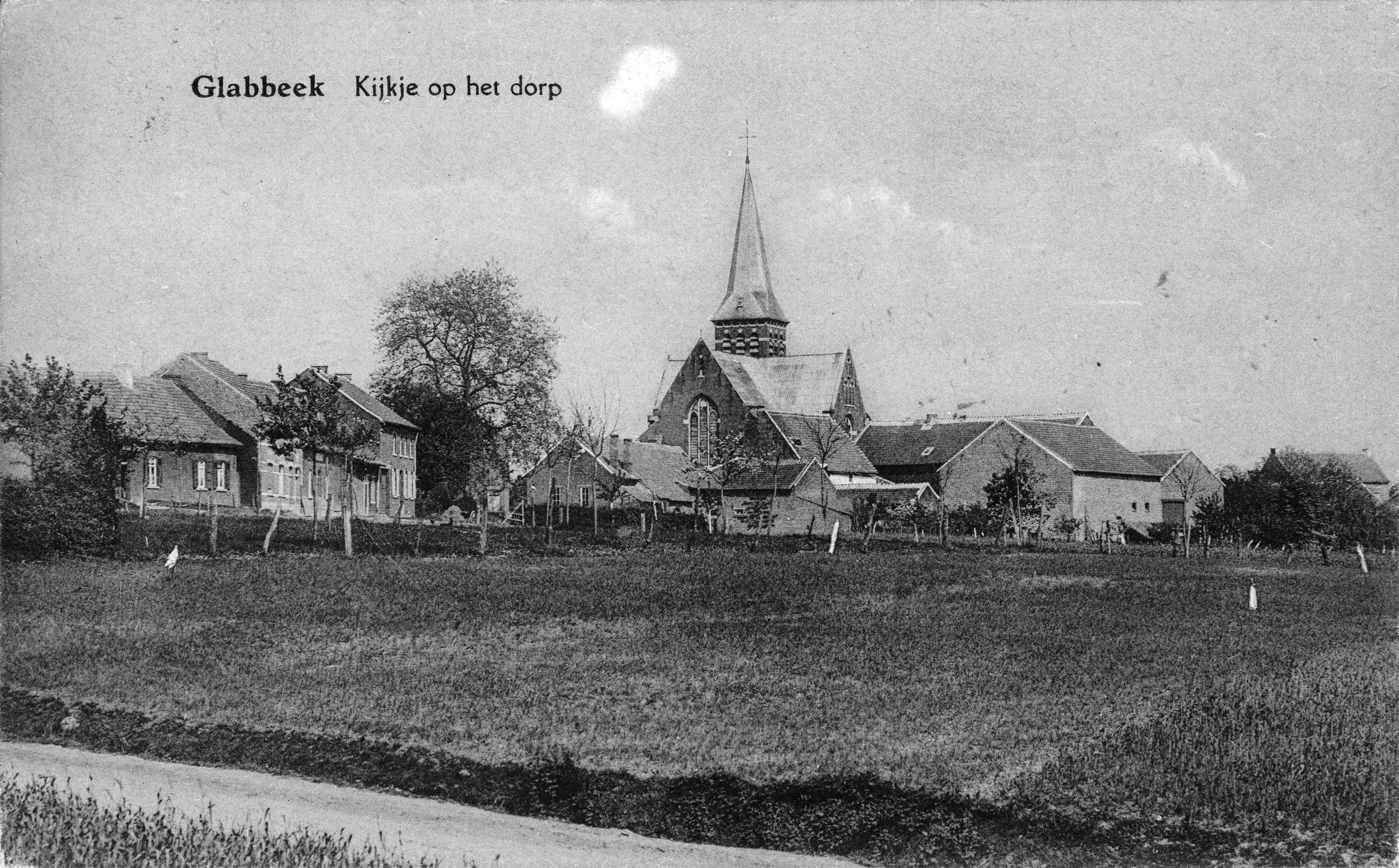
Carte postale présenant une vue du village de Glabbeek, vers 1900

## Sections de commune
| # | Nom                | Superf. (km²). | Habitants (2020). | Habitants par km² | Code INS |
| - | ------------------ | -------------- | ----------------- | ----------------- | -------- |
| 1 | Glabbeek-Zuurbemde | 7,11           | 1.390             | 196               | 24137A   |
| 2 | Attenrode-Wever    | 4,67           | 1.074             | 230               | 24137B   |
| 3 | Bunsbeek           | 10,04          | 1.789             | 178               | 24137C   |
| 4 | Kapellen           | 5,17           | 1.068             | 207               | 24137D   |

## Histoire
Lors des fusions communes en 1977, Attenrode, Bunsbeek et Kappellen furent annexés à la commune de Glabbeek.

## Héraldique
|  | La commune possède des armoiries qui lui ont été octroyées le 2 février 1982. Ce sont celles de la famille Van Houthem. En 1488, le domaine de Hautem-Sainte-Marguerite fut promu Baronnie par l'empereur Frédéric III pour Jan van Houthem, chancelier du Brabant. Les armoiries apparaissent sur le sceau de la baronnie de 1509 et 1512. Comme Bunsbeek appartenait également à la baronnie, la majeure partie de la commune actuelle pourrait être représentée par les armoiries de la famille Van Houthem. Blasonnement : De vair au franc-quartier d’or chargé de 3 marteaux de gueules. - Délibération communale : 10 septembre 1981 - Arrêté royal : 2 février 1982 - Moniteur belge : 21 avril 1982 (sans le blasonnement) et 4 janvier 1995 Source du blasonnement : Heraldy of the World. |

## Démographie

### Démographie: Commune fusionnée
Graphe de l'évolution de la population de la commune (la commune de Glabbeek étant née de la fusion des anciennes communes de Bunsbeek, de Glabbeek-Zuurbemde, de Kapellen et de Attenrode-Wever, les données ci-après intègrent les quatre communes dans les données avant 1977).
Les chiffres des années 1831 à 1970 tiennent compte des chiffres des anciennes communes fusionnées.
- Source: DGS , de 1831 à 1981=recensements population; à partir de 1990 = nombre d'habitants chaque 1 janvier[3]